# 中国問題グローバル研究所
一般社団法人中国問題グローバル研究所（ちゅうごくもんだいグローバルけんきゅうじょ、英: Global Research Institute on Chinese Issues、中: 中国问题全球研究所）とは、2019年6月に設立されたシンクタンクである。略称はGRICI（グリーチ）。所長は筑波大学名誉教授、理学博士であり、中国社会科学院社会学研究所客員研究員・教授、北京大学アジア・アフリカ研究所特約研究員、上海交通大学客員教授などを歴任した遠藤誉。

## 概要
2019年4月、遠藤と昔から縁のあった実業之日本社社長・岩野裕一の紹介により、同社の社主である白井一成が面会。白井も日本の国益に寄与できるようなシンクタンクを創ることができないかと考えていたこともあり、遠藤を所長としたシンクタンク中国問題グローバル研究所の設立をサポートした経緯がある。
中国問題グローバル研究所は、日本にとって重要な隣国である中国の国際関係および経済等の現状と今後の動向について、グローバルかつ多元的な視点から地政学的な分析、調査研究ならびに政策提言を行うことによって、国民の知識と関心を深め、日本の国益に資するとともに、国際社会に貢献することを目的としている。

## 主要研究員（寄稿者）
- 遠藤誉（日本） : 1941年中国生まれ。中国革命戦を経験し1953年に日本帰国。「中国問題グローバル研究所」所長。筑波大学名誉教授、理学博士。中国社会科学院社会学研究所客員研究員・教授、北京大学アジア・アフリカ研究所特約研究員、上海交通大学客員教授などを歴任。著書に『激突！遠藤vs田原 日中と習近平国賓』(遠藤誉・田原総一朗 1月末出版、実業之日本社）、『米中貿易戦争の裏側 東アジアの地殻変動を読み解く』（毎日新聞出版）、『「中国製造2025」の衝撃 習近平はいま何を目論んでいるのか』、『毛沢東 日本軍と共謀した男』（中文版・韓国語版もあり）、『チャイナ・セブン ＜紅い皇帝＞習近平』、『卡子(チャーズ) 中国建国の残火』（中文版・英文版もあり）、『チャイナ・ジャッジ 毛沢東になれなかった男』、『チャイナ・ナイン 中国を動かす9人の男たち』、『ネット大国中国 言論をめぐる攻防』、『中国動漫新人類 日本のアニメと漫画が中国を動かす』『中国がシリコンバレーとつながるとき』など多数。
- アーサー・ウォルドロン（英語: Arthur Waldron）（アメリカ） : ペンシルバニア大学歴史学科国際関係学教授。 ハーバード大学で学士号と博士号を取得。中国・アジア史、戦史・軍事戦略が専門で、現在は1900-1930年の期間の研究に専念している。“The Great Wall of China : From History to Myth”（万里の長城 : 史実から神話まで）をはじめ、著書多数。 アメリカ政府に対して頻繁に助言をしており、国防総省総合評価局、国務省などの委員を務めたほか、2001年に下院から委任された極秘のティレリー委員会のメンバーとして、CIAの極秘文書を基に中国分析を行った（分析内容は非公開）。 現在、トランプ政権の第4次 ”Committee on the Present Danger（英語: Committee on the Present Danger） : China”の創設メンバー、アメリカ外交問題評議会のメンバーとして活動を続けている。
- 孫啓明（中華人民共和国） : 北京郵電大学経済管理学院 教授、博士課程指導教員。海口経済学院経済貿易学院 院長、海口経済学院島嶼経済・グリーン産業研究センター 主任、海南省グリーン産業・サービス経済研究基地 常務副主任を兼任する。中国西部研究・開発促進会 副会長、専門家委員会 執行主任。国家級海域使用論証 評価専門家、海南省国際島嶼観光シンクタンク連盟 専門家、海口市哲学社会科学シンクタンク 専門家等としても活動する。これまでに90本以上の論文を上梓。19の省級以上レベルのプロジェクトにおいて責任者を担当し、7冊の刊行物の編集長または副編集長を務め、10以上の企業委託プロジェクトを完成させた。直近の著作に経済自由化と大国のパワーゲームについてまとめた『经济转型与大国博弈（原文）』などがある。主な専門分野は地域産業協調開発。
- フレイザー・ハウイー（イギリス） : アナリスト。ケンブリッジ大学で物理を専攻し、北京語言文化大学で中国語を学んだのち、20年以上にわたりアジア株を中心に取引と分析、執筆活動を行う。この間、香港、北京、シンガポールでベアリングス銀行、バンカース・トラスト、モルガン・スタンレー、中国国際金融（CICC）に勤務。2003年から2012年まではフランス系証券会社のCLSAアジア・パシフィック・マーケッツ（シンガポール）で上場派生商品と疑似ストックオプション担当の代表取締役を務めた。「エコノミスト」誌2011年ブック・オブ・ザ・イヤーを受賞し、ブルームバーグのビジネス書トップ10に選ばれた“Red Capitalism : The Fragile Financial Foundations of China's Extraordinary Rise”（赤い資本主義 : 中国の並外れた成長と脆弱な金融基盤）をはじめ、3冊の共著書がある。「ウォール・ストリート・ジャーナル」、「フォーリン・ポリシー」、「チャイナ・エコノミック・クォータリー」、「日経アジアレビュー」に定期的に寄稿するほか、CNBC、ブルームバーグ、BBCにコメンテーターとして頻繁に登場している。
- イーゴリ・デニソフ（ロシア） : モスクワ国立大学付属アジア・アフリカ諸国大学で中国語と国際経済関係を専攻。現在はロシア外務省付属モスクワ国際関係大学国際問題研究所東アジア・上海協力機構研究所、ロシア科学アカデミー極東研究所北東アジア戦略問題・上海協力機構研究センター上級研究員。ロシア大統領府直属国立経済行政アカデミーで中国外交政策についての講師を務める。研究範囲は、中露関係、上海協力機構、アジア太平洋地域の安全保障、中国のエリート層内の政治、米中関係など。2013年にロシア内の中国ウォッチャー達とともに習近平国家主席との非公式会談に出席。アジア全域にわたって研究と地域会議、セミナーやワークショップのために、頻繁に行き来する。2014年以来、ロシアにおける代表的な外交政策シンクタンクであるロシア国際問題評議会の非常勤研究員を務める。アジア太平洋安全保障協力会議のロシア委員会のメンバー。
- ウラジミール・ポルチャコフ（ロシア） : ロシアにおける現代中国研究の第一人者。モスクワ国立大学で経済地理を専攻し、1970年に卒業。1978年中国の国際関係の論文で歴史博士候補号（西洋では博士号と同等）取得し、1999年鄧小平による中国の近代化と経済改革の論文で経済学ドクトル・ナウク（上級博士号）を取得、教授（世界経済）。中国におけるソビエト連邦通商代表、駐中国ソビエト連邦及びロシア連邦大使館勤務、ソビエト連邦科学アカデミー世界社会主義システム経済研究所勤務などを経て、現在はロシア科学アカデミー極東研究所上級研究員、同研究所のジャーナル「極東事情」編集長を務める。主な論文に「中国 : 社会経済発展方法の模索」（1995）、「鄧小平時代における中国の経済政策」（1998）、「中国90年代の経済政策」（1999、英語論文）、「江沢民から胡錦濤まで : 21世紀初頭の中国」（2006）、「21世紀における中華人民共和国の外交政策」（2015）、「深圳の音叉 : 中国の発展モデルの変遷と深圳の発展」（2017）などがある。現在の研究プロジェクトは「中華人民共和国における経済特区」である。

以下は寄稿者となる。
- 王尊彦（台湾） : 助理研究員 / 国防安全研究院非伝統的安全および軍事任務研究所。